# Isis (Zeitschrift, 1876)
Isis war eine Zeitschrift, die von Karl Ruß von 1876 bis 1889 in Berlin herausgegeben wurde. Mitherausgeber und Chefredakteur war bis 1885 Bruno Dürigen.

## Beschreibung
Die Zeitschrift hatte einen populärwissenschaftlichen Charakter. Entsprechend ihrem Untertitel „Zeitschrift für alle naturwissenschaftlichen Liebhabereien“ sprach sie einen Leserkreis von Naturfreunden an, wie u. a. Kakteenliebhaber, Insekten- und Mineraliensammler, Aquarien- und Terrarienfreunde sowie Imker, Jäger und Geobotaniker. Die Bedeutung der Zeitschrift lag vor allem darin, dass sie oftmals noch vor der Entstehung fachspezifischer Vereinigungen und Periodika allen diesen weit voneinander entfernt lebenden Naturfreunden ein Forum für den Austausch von speziellen Erfahrungen und Liebhaberobjekten bot und ihnen auf den verschiedensten Gebieten Kenntnisse vermittelte, die sonst kaum in der gebotenen Qualität und Aktualität zu erhalten waren.
Isis erschien in der Zeit von 1876 bis 1889 zunächst alle zwei Wochen, ab Jahrgang vier (1879) wöchentlich. Während dieser Zeit wurden insgesamt 646 achtseitige Hefte herausgegeben, gelegentlich durch Beilagen ergänzt. Zunächst wurde Isis von der Berliner Verlagsbuchhandlung Louis Gerschel verlegt. Nach deren Konkurs im Jahre 1885 von der Magdeburger Creutz’sche Buch- und Musikalienhandlung (später: Creutz’sche Verlagsbuchhandlung).

## Themenspektrum
Das Themenspektrum der Zeitschrift war breit gefächert, um möglichst viele Leserschichten anzusprechen. Es umfasste die Themenbereiche Zoologie, Botanik, Mineralogie, Chemie, Physik sowie u. a. Berichte aus Naturanstalten wie Museen und zoologischen und botanischen Gärten. Weitere Themen waren die Anlage und Pflege von naturwissenschaftlichen Sammlungen, Jagd und Fischerei sowie Anfragen, Suchanzeigen und Angebote. Es gab eine Rubrik für Literaturbesprechungen und es wurde über Veranstaltungen und Ausstellungen berichtet.

## Geschichte
Zu Beginn der Herausgabe hatte man das Interesse an der neuen Zeitschrift unterschätzt und zu wenige Exemplare drucken lassen. Ab der achten Nummer des ersten Jahrganges wurde die Auflagenhöhe dem Bedarf angepasst.
Isis erschien in einer Zeit, als das Umweltbewusstsein insbesondere der städtischen Bevölkerung noch nicht im Entferntesten so wie heute entwickelt, allenfalls in Einzelfällen zu erahnen war. Konnte sich Ruß 1879 noch stolz in der Isis über die Rolle des Menschen im Kampf wider die Natur verbreiten, so sah er sich bereits 1881 genötigt, einen mahnenden Artikel über den von ihm befürchteten Untergang aller freilebenden Tiere zu veröffentlichen. Er hielt das für möglich „wenn der harmlose Spaziergänger auf Weg und Steg ... förmlich fanatisch um sich haut, mit Erbitterung jeden Schmetterling herabschlägt, jeden Käfer zerquetscht...“ und gab damit ein erschreckendes Beispiel von der damaligen Einstellung von Teilen der Gesellschaft zu ihrer Umwelt. Aber auch nach den ersten vivaristischen Anfängen, über die Dürigen in der Isis berichtet hatte, bedurfte es noch eines über hundertjährigen Lernprozesses, bis hin zu den heutigen Normen für eine artgerechte Haltung von Wildtieren in menschlicher Obhut.
Das Redaktions-Team arbeitete bis zum neunten Jahrgang erfolgreich zusammen. Am 3. Juli 1884 erschien dann die kommentarlose und daher sehr knappe Mitteilung, dass Bruno Dürigen an diesem Tage seine redaktionelle Arbeit an der Zeitschrift eingestellt habe; mitten im laufenden Jahr. Das ist verwunderlich, denn Dürigen bezeichnete sich in den Berliner Adressbüchern gern als „Lehrer und Redakteur der Isis“.
Von diesem Zeitpunkt an blieb Ruß der einzige Herausgeber und Redakteur des Blattes. Er schrieb zunächst selbst einige Beiträge zu Themen – die zuvor Dürigen bearbeitet hatte – und druckte bereits in anderen Publikationsorganen erschienene Artikel nach. Es fanden sich schnell neue Autoren, wie Paul Nitsche oder Hermann Lachmann.
In der letzten Ausgabe des 14. Jahrganges vom 26. Dezember 1889 teilte Ruß den Lesern mit, dass die Isis damit ihr Erscheinen eingestellt habe. Seiner Meinung nach hatten drei Ursachen maßgeblich dazu beigetragen: die Isis war erstens zu teuer. Zweitens boten inzwischen auch andere Unterhaltungsblätter naturkundliche Beiträge in leicht verständlicher Form an. Nicht wenige von ihnen hatte Ruß selbst verfasst und damit seiner eigenen Zeitschrift Konkurrenz gemacht. Drittens hatte die Isis ihre Leser über Jahre hinweg auf den verschiedensten Fachgebieten herangebildet und damit das Spezialistentum gefördert. Diese Leser interessierten sich immer weniger für die gesamte Breite naturkundlicher Betätigungsfelder, sondern schließlich nur noch für ihr eigenes Hobby. In diesem Sinne waren sie bestrebt, spezielle Vereinigungen und eigene Fachjournale zu gründen. So erschien z. B. die Fachzeitschrift Blätter für Aquarien- und Terrarienfreunde drei Monate nach dem Ende der Isis im gleichen Magdeburger Verlag mit Bruno Dürigen als erstem Redakteur und Schriftleiter.